# University of Pennsylvania
University of Pennsylvania (ofta kallat Penn eller UPenn) är ett privat Ivy League-universitet i Philadelphia, Pennsylvania, USA. Penn gör anspråk på att vara det fjärde äldsta lärosäte som erbjuder universitetsstudier i USA, och även det första universitetet i USA som erbjuder studier på både kandidat- och avancerad nivå. Penn är ett av de 14 lärosäten som var med och grundade  Association of American Universities.
Det rankas som det 10:e främsta lärosätet i världen i Times Higher Educations rankning av världens främsta lärosäten 2018.
University of Pennsylvanias grundare Benjamin Franklin förespråkade en utbildning som betonade praktisk undervisning i handel och samhällsservice i samma utsträckning som studier av antikens klassiker och teologi. Penn var ett av de första lärosätena i USA som använde den multidisciplinära utbildningsmodell som hade utvecklats i Europa och som sammanförde flera fakulteter i ett och samma lärosäte. 
Universitetet har flera akademiska skolor, omfattande forskningsverksamhet och välgörenhetsprogram. I skolorna ingår bland annat Perelman School of Medicine för medicin, Annenberg School for Communication för kommunikation och design, Penn Law School för juridik samt Wharton School för handel, ekonomi och finans. Antagningen till Penns olika skolor är bland de mest konkurrenskraftiga i USA. 
Penns undervisnings- och forskningsprogram leds av en stor och aktiv grupp professorer och andra forskare. Enbart under de senaste tio åren har nio av Penns forskare eller alumner tilldelats Nobelpris. Universitetets alumner har bland annat omfattat tolv statschefer (inklusive två amerikanska presidenter; Donald Trump och William Henry Harrison), tre domare i USA:s högsta domstol, ett antal grundare av teknologiföretag, internationella advokatbyråer och finansiella institutioner, universitetsrektorer samt 18 nu levande dollarmiljardärer (exempelvis Warren Buffett).

## Historia
Universitetet, som grundades av Benjamin Franklin 1740, är ett av USA:s äldsta universitet. Universitetet grundade också USA:s första universitetssjukhus. Personer som Ezra Pound, Noam Chomsky, Warren Buffett, Donald Trump och Elon Musk har varit studenter på Penn. Låtskrivarduon Ray Evans och Jay Livingston lärde känna varandra när de studerade vid universitetet. Även skådespelaren Aaron Yoo har studerat där.